# 維堡區 (聖彼得堡)
維堡區（羅馬化：Vyborgsky rayon）是俄羅斯的一個區，位於該國西北部，由聖彼得堡負責管轄，始建於1917年，面積115.38平方公里，2017年人口502,988，人口密度每平方公里4,359.4人。